# Lukh
Lukh (em persa: لوخ, romanizada como Lūkh) é uma aldeia do distrito rural de Dehgah, situada no condado de Astaneh-ye Ashrafiyeh, na província de Gilan, no Irã. Segundo o censo de 2006, sua população era de 959, em 287 famílias.